# Церковь Успения Богородицы Пирогощи
Це́рковь Успе́ния Богоро́дицы Пирого́щи (укр. Церква Успіння Богородиці Пирогощі) — православный храм, сооружённый в Киеве возле Подольского торжища (современная Контрактовая площадь) в 1131—1136 годах князьями Мстиславом и Ярополком, сыновьями князя Владимира Мономаха. Церковь упоминается в «Слове о полку Игоревом». Неоднократно возводился заново и перестраивался, в 1935 году был разрушен большевиками. В 1998 году на историческом месте храм был восстановлен в предполагаемом первоначальном облике.

## Название
Происхождение названия храма точно не установлено. По одной версии во времена Киевской Руси в храме находилась византийская икона Богородицы, называемая Пирогощей (от др.-греч. Πυργοτίσσα «пирготисса» — «башенная»). В Византии так называли иконы, которые размещались в башнях монастырей или крепостей. По второй версии название «Пирогоща» состоит из двух частей: «пиро» и «гоща». «Гоща» происходит от слова «гость» — купец. Значение слова «пиро» (или «пир») связывают с греческим переводом слова «пшеница», древнеславянским «просо», «пшено», древнерусским «пира» — рожь, мука, пирог. Такое трактование позволяет заключить, что церковь была построена на средства купцов, занимающихся торговлей хлебом.

## История

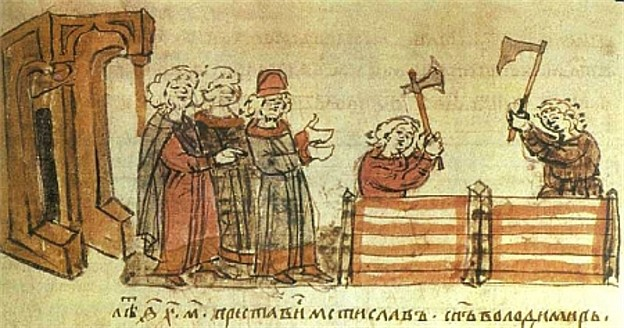
Закладка храма Успения Богородицы Пирогощи

Согласно Лаврентьевской летописи построен в 1131—1136 годах при княжении сына Владимира Мономаха — Мстислава Великого — на Подоле, у подножия Замковой горы. Упоминается в «Слове о полку Игореве» в связи с возвращением в Киев из половецкого плена героя этого произведения князя Игоря Святославича. Храм представлял собой небольшой трёхнефный храм, увенчанный куполом. Стены свода были украшены фресками, пол — глазурованными и мозаичными плитами.
В 1240 году храм был почти разрушен при нашествии монголов. К 1474 году восстановлен и празднично освящён, однако уже в 1482 году вновь сильно пострадал при набеге крымского хана Менгли-Гирея на Киев.
В 1613—1614 годах после пожара 1611 года церковь была реконструирована бурмистром Киева итальянским архитектором Себастьяно Браччи (Sebastiano Brachi) и бурмистром Созоном Балыкой (впоследствии войтом). Храм Богородицы Пирогощи служил общественным центром киевлян, позже при нём функционировали школа, сиротский приют, больница для неимущих, городской архив. В 1613—1633 годах, когда Софийский собор в ходе межконфессиональной борьбы был захвачен униатами, церковь Богородицы Пирогощи являлась одним из центров Киевской митрополии. В 1654 году на площади перед храмом киевские мещане принесли присягу царю Алексею Михайловичу. Впоследствии, около церкви проходили торжественные церемониалы Русского братства.
Письмена гетманов Многогрешного и Самойловича 1670 года и 1672 года свидетельствуют о праве Успенской церкви собирать подати за продажу зерна на территории Киева. В письменных источниках XVI века Пирогоща известна под названием «Успенская церковь».

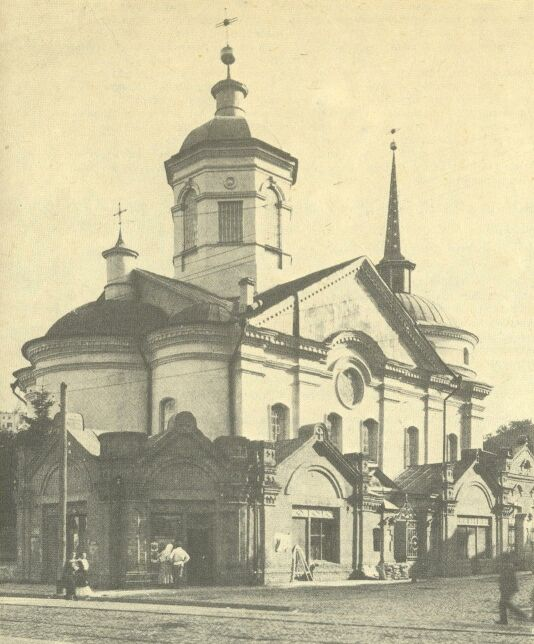
Облик храма в начале XX века

Храм реконструирован в 1770-х годах в формах украинского барокко архитектором Иваном Григоровичем-Барским, который, вероятно, в нём и похоронен. В XIX веке после крупного подольского пожара 1811 года реконструирован с элементами классицизма городским архитектором Андреем Меленским. Перед фасадом храма, называвшегося в XIX веке Успенским, вместо деревянной колокольни с юго-западной стороны соорудили каменную часовню в русском стиле, а вокруг храма пристроили магазины.

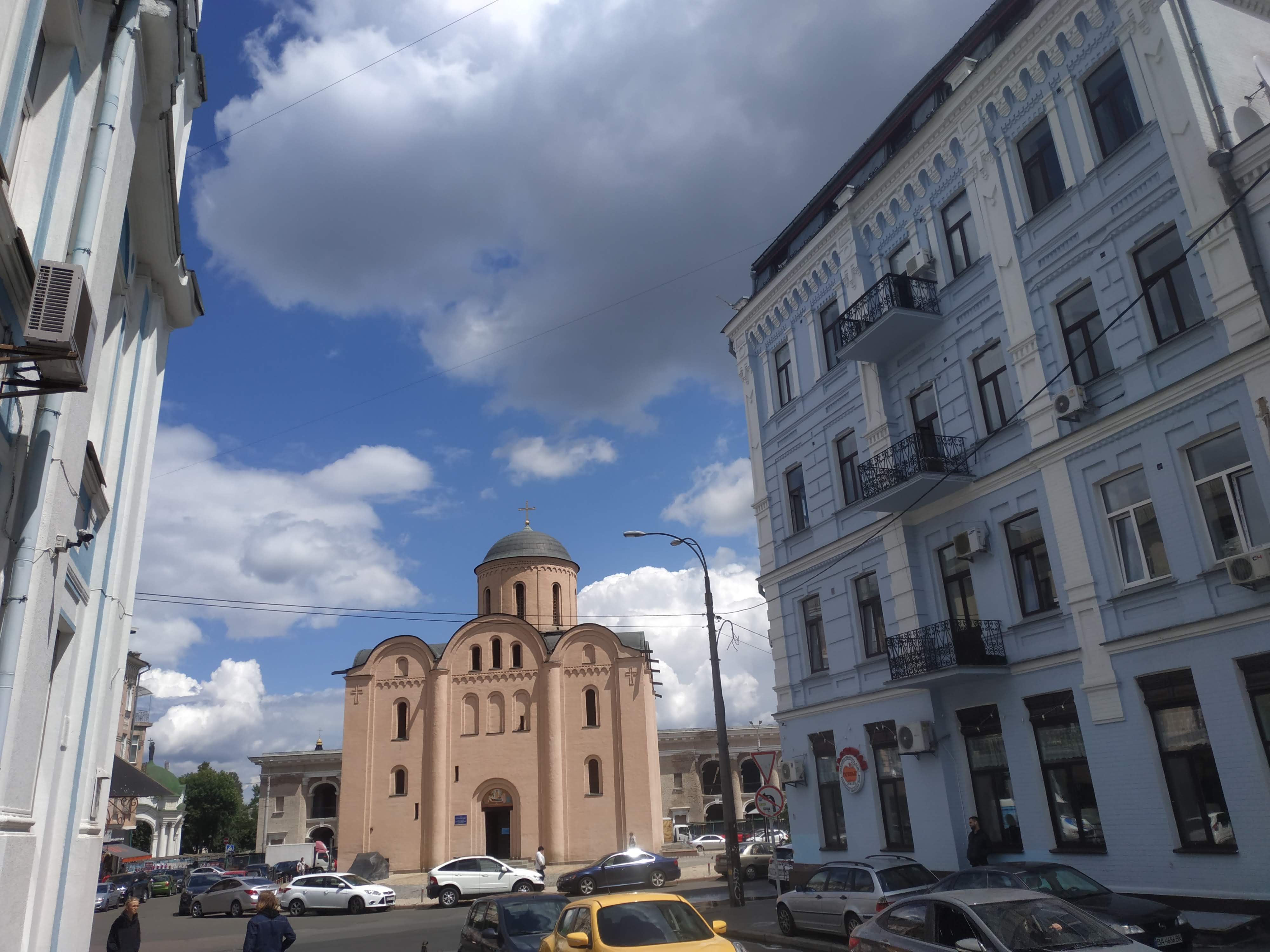
Пирогоща в 2019 году

До начала XX века формы храма не менялись — он был крестово-купольным, трёхапсидным, шестистолпным, однокупольным. Фасады чередовались пилястрами дорического ордера, завершались треугольными фронтонами с росписями в тимпанах. Центральную часть здания венчал гранёный в плане барабан с полусферическим куполом и фонарём. С западной стороны на фундаменте XVIII века в 1835 году была пристроена круглая по плану трёхъярусная колокольня с полусферическим куполом и высоким шпилем.
Храм снесён большевиками в 1935 году. В 1976—1979 годах были проведены археологические раскопки фундамента храма, который достигал 4 м в глубину. Фундамент был сложен из строительного материала, взятого из более раннего сооружения. Тогда возникла идея восстановления здания для музея «Слова о полку Игоревом». Церковь была отстроена заново в 1997—1998 годах в формах древнерусского (византийского) зодчества и освящена патриархом Киевским и всея Руси-Украины УПЦ КП Филаретом. Является сегодня одной из архитектурных доминант Контрактовой площади. Вопрос исторической достоверности остаётся предметом споров.

## Упоминания в летописях
В Лаврентьевской летописи по Лаврентьеском списку под 1131 годом:
в тоже лѣто заложи Мстиславъ церковь святыя Богородицы Пирогощюю.
.
В Ипатьевской летописи по Ипатьевскому списку:
- под 1132 годом: в сеже лѣто заложена бысть церкви каменна святая Богородица, рекомая Пирогоща.
- под 1136 годом: томъ лѣтѣ церкви Пирогощи совершена бысть.

Слово о полку Игореве, оканчивая рассказ о возвращении Игоря из половецкого плена:
вьются голоси чрезъ море до Кіева; Игорь ѣдетъ по Боричеву къ святой Богородицѣ Пирогощей.